# محمود شكوكو
محمود شكوكو (1 مايو 1912 - 21 فبراير 1985)، ممثل ومطرب مونولوجات مصري.
مثل محمود شكوكو في الكثير من أفلام الأبيض والأسود وارتبط بإسماعيل ياسين، حيث اشترك معه كثنائي مونولوجست، وكوّن فرقة خاصة به ، كان محمود شكوكو هو الفنان المصري الوحيد الذي صنع له دمى صغيرة على شكله بالجلباب البلدي والقبعة المميزة التي كان يرتديها، توفي سنة 1985.
لا زالت الكثير من مونولوجاته باقية لدرجة أن شركة مصر للطيران تخصص إحدى القنوات الإذاعية على متن رحلاتها لمونولوجات محمود شكوكو. مثل محمود شكوكو في بعض الأفلام الملونة في أواخر أيامه بأدوار ثانوية. وأبرز أفلامه هو دوره في فيلم عنتر ولبلب الذي لعب بطولته مع سراج منير.

## حياته

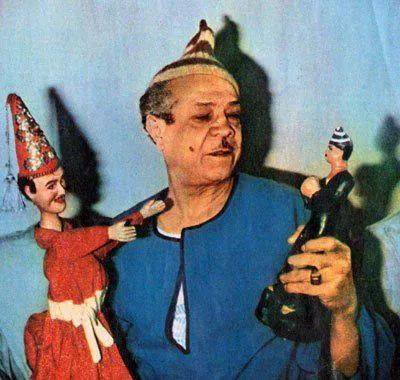
شكوكو ومعه عروسة شكوكو والأراجوز

محمود شكوكو اسمه الحقيقي محمود إبراهيم إسماعيل موسى المولود في أول مايو) عام 1912 في إحدى حواري حي الجمالية الشعبي بالقاهرة، وفي بداية حياة شكوكو الفنية نال كثيرًا من الضرب من والده، لأنه كان يعمل طوال اليوم في ورشة النجارة وفي الليل يغني في الأفراح والملاهي، وكان في المرحلة الأولى يقلد الفنانين ويغني لمحمد عبد الوهاب ومحمد عبد المطلب ولم يجد استجابة فأدرك بفطرته أنه ليس مطربا، ولو اتجه إلى فن المونولوج سيكون أفضل.
والده يعمل في مهنة النجارة التي ورثها عن أبيه وورثها أبوه عن أجداده، وكان من الطبيعي أن يعمل محمود شكوكو... نجاراً مثل والده
وكلمة (شكوكو) جزء من اسم محمود، وأدرجت في شهادة ميلاده، وأصبح له اسم مركب «محمود شكوكو»، وقد أطلقه عليه جده إسماعيل موسى، الذي كان يهوى تربية الديوك الرومي «الدندي»، وكانت الديوك تتعارك فيما بينها وأحدها الأكبر حجما كان يطلق صيحة متميزة عندما يشتبك مع الديوك الأخرى، ويبدو كأنه يقول «ش ش كوكو» فأعجب الجد بهذا الديك، وكان يهتم به أكثر من الديوك الأخرى. وعندما أنجب ابنه إبراهيم ولدا أراد الأب أن يسميه «محمود»، وتمسك الجد باسم «شكوكو» وإرضاء للإثنين تمت كتابته في شهادة الميلاد محمود والشهرة «شكوكو» ثم أعيد قيد اسمه مركبا «محمود شكوكو» في السجلات.
بدأت شهرته وشعبيته تزداد يوما بعد يوم بعد أن اقتحم مجال التمثيل والمنولوج، واشتهر محمود شكوكو بالجلباب البلدي، والطاقية الطويلة التي يضعها على رأسه وهو يغني ويمثل. ومن شدة إعجاب أحد النحاتين به، صنع له تمثالا من طين الصلصال وعرضه للبيع، ومن هنا انتشرت تماثيل شكوكو (عروسة شكوكو)، وظهر أكثر من صانع في جميع محافظات مصر، ولاحتياج قوات المناضلين ضد الاحتلال الإنجليزي في الحرب العالمية الثانية كانوا يزايدون على من يمنحهم زجاجات فارغة وحتى يتمكنوا من ملئها بالغازات السامة وقذفها على العدو فكان الباعة ينادون (شكوكو بقزازة) أي: من يمنح البائع زجاجة فارغة يأتي له بتمثال؟
انتشرت تماثيل شكوكو لدرجة أن صناع الحلوى أصبحوا يصنعون عروسة المولد والحصان والفارس... كلها من الحلوى بدلاً من الجبس لتباع في الموالد والأعياد.
كان «محمود شكوكو» يخجل من نفسه لأنه لا يقرأ ولا يكتب بعد أن اقتحم مجال الفن. ولكن... دفعه ذكاؤه إلى أن يعلم نفسه بنفسه، فكان يسير في الشارع وعيناه على كل ما هو مكتوب على واجهات المتاجر واللافتات، وكان يدعو المارة ليقرؤا له ما هو مكتوب وكأنه يصورها في ذاكرته، وبالتالي بدأ يحفظ شكل الكلمات، وكان يشتري مجلة «البعكوكة» ذائعة الصيت في ذلك الوقت، ويطلب من أي شخص أن يقرأها له ويحاول تقليد ما هو مكتوب حتى تعلم القراءة والكتابة وبدأ يحفظ بعض الكلمات الإنكليزية والفرنسية التي كانت تتردد في تلك الأيام.
التقى في هذه الفترة بالفنان علي الكسار الذي أعجب به واختاره ليقدم المنولوجات بين فصول المسرحية، ولاحظ تفاعل الجمهور معه وإعجابهم به فرفع أجره ومن خلال فرقة على الكسار تعرف محمود شكوكو على عدد كبير من المؤلفين والملحنين وابتسم له الحظ عندما فتحت له الإذاعة المصرية أبوابها بفضل كروان الإذاعة محمد فتحي، ولحسن حظ شكوكو أن الإذاعة كانت ستنقل حفلا على الهواء من نادي الزمالك (المختلط) بمناسبة عيد شم النسيم فاختاره الإذاعي محمد فتحي ليشارك في الحفل وتسمعه الجماهير في مصر من خلال الراديو، ويسمعه الموجودون داخل حديقة النادي...
وبعد أن انتهى من إلقاء مونولوجاته الفكاهية... هتف الحاضرون جميعا «عايزين شكوكو... عايزين شكوكو» فخرج إليهم محمد فتحي ووعدهم بأن يعيد إليهم شكوكو مرة أخرى بعد المطرب الذي صعد إلى خشبة المسرح، وما أن انتهى من وصلته الغنائية حتى هتفت الجماهير مرة أخرى ««عايزين شكوكو... عايزين شكوكو»، واضطر محمد فتحي أن يعيده ثانية إلى المسرح ليغني ويلقي المونولوجات، وكانت أول وآخر مرة يظهر فيها مطرب أو مونولوجست مرتين على المسرح ويغني في الإذاعة في اليوم نفسه.
وبالرغم من هذا لم يترك مهنته الأصلية... مهنة أجداده وهي النجارة وصناعة الموبيليا... وانفصل عن والده وافتتح لنفسه ورشة مستقلة في منطقة الرويعي - ما بين القلعة والعتبة بشارع محمد علي - واشتهرت منتجاته التي كانت تباع في أكبر المتاجر في القاهرة مثل شيكوريل وأوريكو وسمعان وصيدناوي., كان كل ما يجمعه من مال سواء من الموبيليا أو الاشتغال بالفن يسلمه لوالده لينفق عليه وعلى إخوته، وفوجيء ذات يوم بوالده يبلغه خبرا سارا... قال له يا بني كل الأموال التي أعطيتها لي ادخرتها لك واشتريت لك بها هذه البناية وأطلقت عليها اسمك وأصبحت عمارة شكوكو
وفي العام 1946 كوّن محمود شكوكو فرقة استعراضية باسمه تضم عبد العزيز محمود، وتحية كاريوكا وسميحة توفيق وتقدم عروضها على مسرح حديقة الأزبكية بالقاهرة.
كان شكوكو شغوفا بفن العرائس وخصوصا بعد انتشار تماثيله التي تباع في كل مكان وينادي عليها «شكوكو بقزازة»... فقرر أن يحول نشاطه من الفن الاستعراضي إلى فن العرائس، خاصة وأنه نجار ماهر وصانع ماهر فكان يقوم بتصنيع العرائس الخشبية وقدّم بعض مسرحيات العرائس مثل «السندباد البلدي» «الكونت دي مونت شكوكو» وكلاهما من تلحين محمود الشريف وسيد مكاوي ومن إخراج صلاح السقا، وكان يقوم بالتمثيل فيها السيد راضي ويوسف شعبان وحمدي أحمد وأيضا المخرج صلاح السقا. وبالرغم من أن مسرح محمود شكوكو للعرائس توقف نشاطه أواخر العام 1963 لضيق الأحوال المادية، إلا أنه كان البداية الحقيقية لإنشاء مسرح القاهرة للعرائس. التصق اسم شكوكو بشخصية الأراجوز التي أكسبته شهرة واسعة...
ويحسب له أنه أحيا فن الأراجوز الذي كان قد اندثر لدرجة أنه غنى للأراجوز أغنية «ع الأراجوز يا سلام سلم»، وكان يعاونه أحد أشهر فناني الأراجوز في مصر واسمه علي محمود، و قد كتب له محمود الكمشوشى معظم اسكتشات الاراجوز.
وطاف هو وشكوكو الكثير من بلدان أوروبا وأميركا اللاتينية بعرائس الأراجوز الخشبية
واشتهر شكوكو بالطاقية والجلابية البلدي وأطلق عليه البعض «شارلي شابلن العرب»،
شكوكو هو أول فنان مصري يركب في أواخر الأربعينات السيارة الإنكليزية ماركة «بانتيللي» التي لا يركبها غير اللوردات والسفراء والأمراء ما أثار عليه حقد أفراد الأسرة المالكة وبعض أفراد العائلات الأرستقراطية وأجبروه على بيعها.
اقترنت ملكية شكوكو لهذه السيارة بقصة حب ربطت بينه وبين سيدة المجتمع عائشة هانم فهمي صاحبة القصر المعروف باسمها في الزمالك، ويقال: إن هذا الحب انتهى بالزواج بعد طلاق عائشة فهمي من زوجها الفنان يوسف وهبي الذي اشتاط غيظا وحقدا على محمود شكوكو وحرض عليه رجال القصر وأبناء العائلات الأرستقراطية في مصر ليحولوا بينه وبين الاستمرار زوجا لإحدى سيدات هوانم المجتمع، لأن يوسف وهبي يرى أن زواج شكوكو من عائشة فهمي طعنة لبنات الأسر الأرستقراطية والأسر الكريمة والعائلة المالكة في مصر... وتحولت نقمة القصر وغضب يوسف وهبي على محمود شكوكو إلى حملة مسعورة ضده لم يستطع هو ولا عائشة الصمود أمامها... فابتعدا لكنه أبدا لم يتأثر حبها له وحبه لها حتى بعد زواجه من أم أولاده. وقد طلقها محمود شكوكو بعد أن دعاه مجموعة من أصدقائه، وحيد فريد ومحمود فريد وأبو السعود الإبياري وأحمد عزت مدير الشهر العقاري زوج زوزو شكيب وسعيد مجاهد ونجيب خوري... وحضر إليهم محمود شكوكو على قهوة الأوبرا ومعه كلبه الضخم وأقنعوه بأن يطلقها وبالفعل حدث ذٰلكَ الانفصال ولم يتعامل يوسف وهبي في أي فيلم مصري مع شخصية محمود شكوكو وحتى بعد قيام الثورة أُقيمت الحفلات العامة في حدائق الأندلس والأزبكية وكان يشترك محمود شكوكو في تلك الحفلات وحدث ذات ليلة أن كان النجم الجديد عبد الحليم حافظ يغني لأول مرة ويقدمه على المسرح يو سف وهبي وقبله غنّى محمود شكوكو وقدم مونولوجاته الخفيفة ولم يقدمه يو سف وهبي على المسرح كباقي الذين غنوا من قبله أو بعده وإنما دعى الفنان حسن فايق أن يقدم فقرته وظل لا يتعامل معه في مسرحيات أو أفلام أو إذاعة كل ذلك أنّ محمود شكوكو تجرأ وتزوج طليقة يوسف وهبى
وفي حياة محمود شكوكو تزوج ثلاث مرات... الأولى... أم ولديه سلطان وحمادة... والثانية... فتاة صغيرة تزوجها بالرغم من معارضة أسرتها لكنها مرضت بمرض خطير وطاف بها على أطباء مصر وأولياء الله وأنفق عليها آلاف الجنيهات على علاجها لكنها ماتت واقتنع أهلها بأنه إنسان طيب وعطوف ووافقوا على أن يزوجوه أختها الصغرى.
بالرغم من شهرة محمود شكوكو الطاغية كممثل وفنان ومنولوجست إلا أنه لم يترك مهنته ومهنة والده وأجداده مهنة النجارة وصناعة الموبيليا حتى إنه هو الذي قام بنفسه بتصنيع موبيليا شقته عند زواجه من أم سلطان.
وقد ظهر محمود شكوكو على المسرح طيلة حياته يرتدي الجلباب البلدي والطرطور وأصبحت سمة مميزة لشخصيتة وكانت المرة الأولى على مسرح البوسفور في باب الحديد.

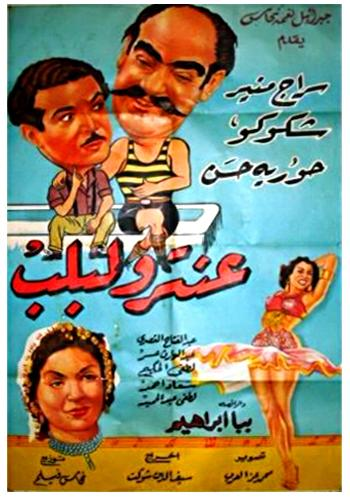
بوستر فيلم شمشون ولبلب بعد تغييره لعنتر ولبلب

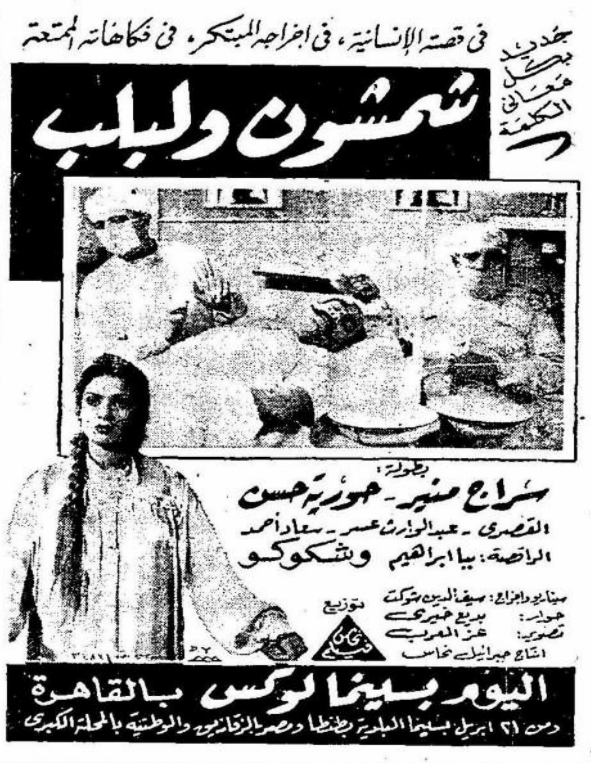
بوستر فيلم شمشون ولبلب الأصلي

حتى يوم تكريمه من الرئيس الراحل أنور السادات في عيد العلم والفن ذهب إلى الحفل مرتديا الجلباب البلدي تكريماً لتاريخه الحافل في جميع ألوان الفنون وبخاصة السينما التي قدّم لها الكثير من الأفلام .

## أفلامه
كانت البداية الصغيرة وفيلم بحبح في بغداد من إخراج حسين فوزي وقام بالتمثيل أمام فوزي الجزايرلي والراقصة حورية محمد والمطربة سعاد زكي وبشارة واكيم ومحمود المليجي ومحمد إدريس والمطرب محمد الكحلاوي وعبد المجيد شكري وعرض 12 أكتوبر 1942 وتوقف وبعد قرابة عامين كان فيلم حسن وحسن من إخراج نيازي مصطفى وكانت أول أفلامه في السينما وقام بالتمثيل مع محمد الكحلاوي والراقصة حورية محمد وبشارة واكيم والمطربة ليلى حلمي والراقصة هاجر حمدي وعبد المنعم إسماعيل وعرض 27 نوفمبر 1944 شارع محمد علي من إخراج نيازي مصطفى وغنّى أمام عبد الغني السيد والراقصة حورية محمد وميمي شكيب وفردوس محمد والراقصة هاجر حمدي ومحمد إدريس والسيد بدير وفؤاد الرشيدي وكان العرض 21 ديسمبر الصبر طيب من إخراج حسين فوزي والتمثيل مع المطرب إبراهيم حمودة وتحية كاريوكا وزكي رستم وزينب صدقي وبشارة واكيم وعرض 31 ديسمبر 1944 الصبر طيب من إخراج حسين فوزي والتمثيل مع المطرب إبراهيم حموده وتحيه كاريوكا وزكي رستم وزينب صدقي وبشاره واكيم وعرض 31 ديسمبر 1944 تاكسي حنطور من إخراج أحمد بدرخان وكان موسم 1945 .
والفيلم الخامس في حياة الفنان محمود شكوكو في السينما هو فيلم البني آدم من إخراج نيازي مصطفى أحب البلدي من إخراج حسين فوزي والبطولة أمام تحية كاريوكا وأنور وجدي وعبد الفتاح القصري ومحمود المليجي
```
وموسم 1946 عودة طاقية الإخفاء من إخراج محمد عبد الجواد – الدنيا بخير إخراج محمد عبد الجواد – يوم في العالي من إخراج حسين فوزي – إكسبريس الحب من إخراج حسين فوزي – صاحب بالين من إخراج 
عباس كامل
 – ليلى بنت الأغنياء إخراج أنور وجدي الدنيا بخير من إخراج محمد عبد الجواد -
```

```
وكان موسم 1947 وشارك الفنان محمود شكوكو في أفلام الهاتم مع آسيا داغر من إخراج 
هنري بركات
– أمل ضائع مع جلال حرب من إخراج 
فريد الجندي
 – هدية مع نجاة الصغيرة من إخراج محمود ذو الفقار بياعة اليناصيب مع المطربة 
رجاء عبده
 من إخراج عبد الفتاح حسن – قلبي دليلي مع المطربه ليلى مراد من إخراج أنور وجدي - البريمو مع المطربة 
سهام رفقي
 من إخراج 
كامل التلمساني
 - – صباح الخير إخراج حسين فوزي وأمام المطربة صباح – بنت المعلم مع المطربة 
سعاد مكاوي
 ومن إخراج 
عباس كامل
```

وكان موسم 1948 وشارك الفنان محمود شكوكو في العديد من أفلام تلك الموسم وهم أفلام الهوى والشباب والتمثيل أمام ليلى مراد من إخراج نيازي مصطفى – يحيا الفن أمام المطرب محمد أمين ومن إخراج حسن حلمي – حب وجنون والتمثيل أمام محمد فوزي ومن إخراج حلمي رفلة – اللعب بالنار أمام زينب صدقي ومن إخراج عمر جميعي – البوسطجي أمام هاجر حمدي ومن إخراج كامل التلمساني – طلاق سعاد هانم مع عقيله راتب ومن إخراج أنور وجدي – بنت حظ والتمثيل قدام محمد فوزي ومن إخراج عبد الفتاح حسن – عنبر مع ليلى مراد وشارك في اسكتش اللي يقدر على قلبي ومن إخراج أنور وجدي – أميرة الجزيرة والتمثيل مع تحيه كاريوكا ومن إخراج حسن رمزي
وكان موسم 1949 وشارك في أفلام حدوة حصان – نادية – المرأة الشيطان – ست البيت – الستات كده – أوعى المحفظة وكان موسم 1950 وشارك بالتمثيل في أفلام أخلاق للبيع- طريق الشوك – ظلموني الناس وكان موسم 1951 وشارك الفنان محمود شكوكو وغنى أيضا في أفلام خدعني أبي – الشرف غالي – أنا بنت ناس - شباك حبيبي – الدنيا حلوة – فتاة السيرك – ورد الغرام – وهيبة ملكة الغر – خضرة والسندباد القبلي – الصبر جميل – خد الجميل
وكان موسم 1952 وأفلام شمشون ولبلب – آمال – الأسطى حسن – حضرة المحترم – شم النسيم مع السيد بدير ومن إخراج ال-جنبي فرينتشو وموسم 1953 وأفلام السر في بير – ظلموني الحبايب – المقدر والمكتوب – ابن الحارة – ماليش حد – حب في الظلام – بائعة الخبز – مليون جنيه وكان موسم 1954 المال والبنون – دلوني يا الناس - فالح ومحتاس – تحيا الرجالة – انتصار الحب وكان موسم 1955 وأفلام من رضي بقليله – عروسة المولد – تار بايت – عرايس في المزاد ،
أما موسم 1956 فقد قام بالتمثيل في أفلام الحب مع هدى سلطان من إخراج السيد بدير - وكان موسم 1963 وفيلم زقاق المدق وكان موسم عام 1959 وفيلم سجن العذارى مع سميرة أحمد وشكري سرحان وعدلي كاسب وفتحية شاهين وعماد حمدي وزوزو نبيل ومن إخراج إبراهيم عماره وموسم 1960 قام بالتمثيل في فيلم الغجرية مع هدى سلطان وشكرى سرحان وحسين رياض ونجوى فؤاد ووداد حمدي والإخراج السيد زيادة وفي موسم 1963 قام بالتمثيل في فيلم «زقاق المدق» مع شادية وصلاح قابيل وحسن يوسف
عن قصة نجيب محفوظ ومن إخراج حسن الإمام وبعد ذلك ابتعد تماما عن السينما بسبب المرض والمشاكل حتى عاد عام 1970 في فيلمين هما «حرامي الورقة» مع نجلاء فتحي ومحمود رضا ونعيمه الصغير وعبد المنعم إبراهيم وزيزي مصطفى الراقصة ومن إخراج علي رضا
وموسم 1972 ظهر في فيلم واحد في المليون مع أمين الهنيدي وتوفيق الدقن وصبري عبد العزيز وسيف الله مختار ومن إخراج أشرف فهمي وكان فيلم «أميرة حبي أنا».
وموسم 1974 والتمثيل أمام سعاد حسني وحسين إمام ونبيل بدر ونبيل بدر وخيرية أحمد ومن إخراج حسن الإمام..
وكان آخر فيلم مثّله محمود شكوكو في حياته فيلم «شلة الأنس وموسم 1976 والتمثيل أمام هدى سلطان وعزت العلايلي ووحيد سيف ومحمود التوني ومحمد رضا وغنى شفيق جلال ونعيمة الصغير ونادية الكيلاني وعماد حمدي ونور الشريف ومن إخراج يحيى العلمي.

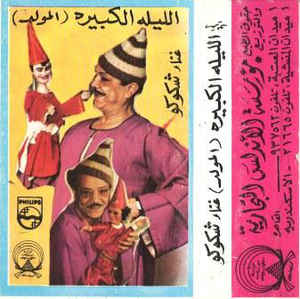
ألبوم الليلة الكبيرة لشكوكو 1979

## وفاته
وقدم الكثير من المونولوجات الفكاهية والنقدية ومن أشهرهم جرحوني وقفلو الاجزاخانات وحمودة فايت يا بنت الجيران وفستان الحلوة – لعل وعسى – يا واد يا حدقه – يا جارحه قلبي بقزازه والكثير من الأعمال الموسيقية
وبعد ذلك العمل التمثيلي اشتد عليه المرض وتم نقله إلى مستشفى «المقاولون العرب» بالجبل الأخضر بمدينة نصر بالقاهرة وظلّ بها أكثر من 3 أشهر في الغرفة رقم 602 فقد خلالها ما تبقى له مما امتلكه بعد أن ترك عمله لفترة وساءت أحوال متجره وما أنفقه على علاج زوجته الثانية فما تبقى له سوى القليل الذي صرف أيضا على علاجه هو بعد أن اشتد المرض عليه واستكمل علاجه على نفقة الدولة من دون علمه خوفا من أن يشتد المرض عليه ممن حوله ومعايرته بذلك. وبالرغم من ذلك كان يتصل بالصحف ويناشد أصدقائه الفنانين وجمهوره العريض أن يقوموا بزيارته في المستشفى ليخففوا عنه آلامه وكان يقول في الجرائد والمجلات: «إنه ثري وعنده مئات الألوف من الجنيهات ولا يطلب مساعدة أو علاجا على نفقة الدولة... كل ما يريده فقط أن يزوره الناس في المستشفى.
وبالفعل توافد عليه المئات ورحل عن عالمنا في 21 فبراير 1985 رحمه الله على ما قدّم وأسعد الملايين .

## أعماله

### من أغانيه
- افتتح الحفلة
- اسكتشات الاراجوز - تاليف محمود الكمشوشى
- اقسم لك بشرفى - كلمات محمود الكمشوشى
- ألفين سلام وفرحنا لك11
- أنا زقزوق أنا المزقزق
- الحلو يا هوه - كلمات محمود الكمشوشي
- أنا معلم وابن معلم
- الجدعنة من
- جدي وأبويا
- جرحوني وقفلوا الأجزخانات - كلمات محمود الكمشوشي[7]
- حلو شكوكو
- حلو يا حلو - كلمات فتحي قورة
- خدها الغراب وطار
- خليكو شاهدين يا بهايم
- دمه خفيف
- ست الستات كتبوا كتابها
- سلاح الجيش
- شرلوك هولموز مين واحنا موجودين
- شكوكويات عا الهواء
- صلوا على النبي
- طلاق سعاد هانم
- تاكل وإلا تنام خفيف
- عريسنا يا بيه
- فقر وفقرين يبقوا تلات
- قلبي بيحبك يا خفه
- ليله الجمعة
- ما كان انعذر ولا باع جزر
- موال السر في بير
- واحدة وواحدة يساوى اتنين
- والنبي يا جميل زعلان من إيه - كلمات محمود الكمشوشي
- ورد عليك فل عليك - كلمات فتحي قورة
- وعد ومكتوب
- يانواعم يا تفاح - كلمات محمود الكمشوشى
- يا خرابي عليك يا حمام
- يا خولي الجنينة ادلع يا حسن
- يا ستهم
- يا مسافر وقلوبنا معاك
- إلا كده - كلمات محمود الكمشوشي
- إمسك الخشب - كلمات محمود الكمشوشي
- لا بتسأل عليا - كلمات محمود الكمشوشي

### الأفلام
| السنة | الأفلام |
| ----- | --- |
| 1944  | نور الدين والبحارة الثلاثة، شارع محمد علي |
| 1945  | قتلت ولدي، حسن وحسن، جمال ودلال، تاكسي حنطور، الصبر طيب، البني آدم، أحب البلدي                                                                                   |
| 1946  | يوم في العالي، عودة طاقية الإخفاء، صاحب بالين، سر أبي، المغني المجهول، الدنيا بخير، إكسبريس الحب                                                                 |
| 1947  | هدية، قلبي دليلي، صباح الخير، بياعة اليانصيب، أمل ضائع، الهانم، العرسان الثلاثة، البريمو                                                                         |
| 1948  | يحيا الفن، نحو المجد، فوق السحاب، عنبر، طلاق سعاد هانم، حب وجنون، بنت حظ، أميرة الجزيرة، الهوى والشباب، اللعب بالنار، الصيت ولا الغنى، البوسطجي                  |
| 1949  | نادية، ليلة العيد، ست البيت، حدوة الحصان، بنت المعلم، أوعى المحفظة، المرأة شيطان، الستات كده، أحبك أنت                                                           |
| 1950  | غرام راقصة، ظلموني الناس، طريق الشوك، بلدي وخفة، أفراح، أسمر وجميل، أخلاق للبيع                                                                                  |
| 1951  | وهيبة ملكة الغجر، فتاة السيرك، شباك حبيبي، خضرة والسندباد القبلي، خدعني أبي، خد الجميل، حكم القوي، أنا بنت ناس، المعلم بلبل، الصبر جميل، الشرف غالي، الدنيا حلوة |
| 1952  | عنتر ولبلب، شم النسيم، حضرة المحترم، آمال، السر في بير، الأسطى حسن                                                                                               |
| 1953  | مليون جنيه، ماليش حد، ظلموني الحبايب، حب في الظلام، بائعة الخبز، المقدر والمكتوب، ابن الحارة                                                                     |
| 1954  | فالح ومحتاس، عروسة المولد، دلوني يا ناس، تحيا الرجالة، انتصار الحب، المال والبنون                                                                                |
| 1955  | من رضي بقليله، عرايس في المزاد، تار بايت، أهل الهوى |
| 1957  | صراع مع الحياة، المخدوعة، المجد |
| 1959  | سجن العذارى، حب ودلع، أم رتيبة |
| 1960  | الغجرية |
| 1963  | زقاق المدق |
| 1970  | حرامي الورقة، واحد في المليون |
| 1975  | أميرة حبي أنا، البحث عن المتاعب |
| 1976  | شلة الأنس |

### المسرحيات
- 1948: تاكسي حصاوي
- 1983: الزيارة انتهت
- 1985: زقاق المدق

### المسلسلات
- 1984: ألف ليلة وليلة

## روابط خارجية
- محمود شكوكو على موقع IMDb (الإنجليزية)
- محمود شكوكو على موقع الدهليز
- محمود شكوكو على موقع قاعدة بيانات الأفلام العربية
- محمود شكوكو على موقع قاعدة بيانات الفيلم (الإنجليزية)